# Carolina Torrealba
Carolina Torrealba Ruiz-Tagle (Bogotá, 4 de abril de 1978) es una bióloga y política chilena. Desde el 17 de diciembre de 2018 hasta marzo de 2022, se desempeñó como subsecretaria de Ciencia, Tecnología, Conocimiento e Innovación en el segundo gobierno del presidente Sebastián Piñera.

## Familia y estudios
Nacida en Bogotá, Colombia, es hija del matrimonio formado por Juan Pablo Torrealba Marchant y María Alicia Ruiz-Tagle Orrego.
Se licenció en biología en 2004 y obtuvo un doctorado en biología celular y molecular en 2010, en la Pontificia Universidad Católica (PUC).

## Carrera profesional
Entre mayo y diciembre de 2018 fue directora ejecutiva de Iniciativa Científica Milenio, un programa del Ministerio de Economía, Fomento y Turismo que financia y promueve centros científicos de excelencia.
Entre 2011 y abril de 2018, formó parte del Comité Ejecutivo de la Fundación Ciencia & Vida, un instituto privado de ciencia sin fines de lucro dedicado a la investigación científica y el espíritu empresarial basado en la ciencia en las ciencias biológicas.
Posteriormente fundó una editorial y publicó un libro sobre biografías de pioneros de la ciencia chilena y editó otros dos libros. También es miembro de la junta de la Fundación Chile, una corporación privada sin fines de lucro que promueve innovaciones y busca redes internacionales para brindar soluciones de alto impacto a los desafíos de Chile.
El 17 de diciembre de 2018 fue designada por el presidente Piñera para el cargo de subsecretaria de Ciencia, Tecnología, Conocimiento e Innovación, en el nuevo Ministerio de Ciencia, Tecnología, Conocimiento e Innovación dirigido por Andrés Couve Correa, siendo la primera titular en dicho organismo.

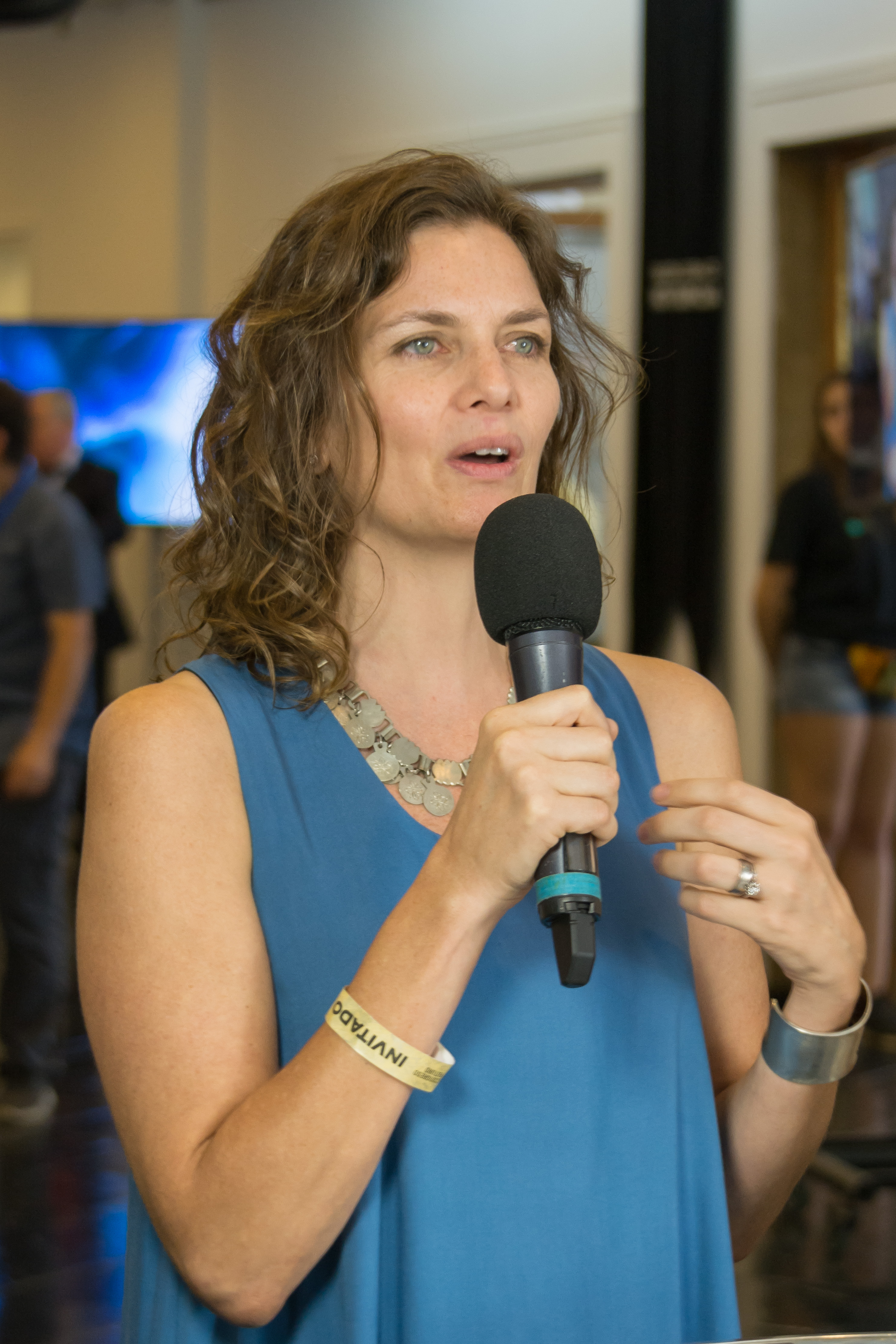
Carolina Torrealba en el Congreso Futuro 2020.